# Villavellid
Villavellid è un comune spagnolo di 72 abitanti situato nella comunità autonoma di Castiglia e León.